# Wielkie Rychnowo (gmina)
Wielkie Rychnowo – dawna gmina wiejska istniejąca w latach 1934–1954 w woj. pomorskim/bydgoskim (dzisiejsze woj. kujawsko-pomorskie). Siedzibą władz gminy było Wielkie Rychnowo.
Gmina zbiorowa Wielkie Rychnowo została utworzona 1 sierpnia 1934 roku w powiecie wąbrzeskim w woj. pomorskim z dotychczasowych jednostkowych gmin wiejskich: Borówno, Lądy, Mlewiec, Mlewo, Nowy Dwór, Rychnowo, Srebrniki i Wielkie Rychnowo oraz z obszarów dworskich położonych na tych terenach lecz nie wchodzących w skład gmin. 
Po wojnie gmina zachowała przynależność administracyjną. 6 lipca 1950 roku zmieniono nazwę woj. pomorskiego na bydgoskie. Według stanu z dnia 1 lipca 1952 roku gmina składała się z 7 gromad: Mlewiec, Mlewo, Pruska Łąka, Rychnowo, Srebrniki, Wielka Łąka i Wielkie Rychnowo. Gmina została zniesiona 29 września 1954 roku wraz z reformą wprowadzającą gromady w miejsce gmin. Jednostki nie przywrócono 1 stycznia 1973 roku po reaktywowaniu gmin.